# Zombi (együttes)
A Zombi amerikai instrumentális progresszív rock duó, amelynek tagjai: Steve Moore - basszusgitár, szintetizátor és Anthony Paterra - dob. Lemezeiket a Relapse Records jelenteti meg. A duóra nagy hatással volt az olasz Goblin nevű együttes zenéje. Nevüket George A. Romero Holtak hajnala című filmjének olasz címéről kapták.

## Diszkográfia
- Cosmos (2004)
- Surface to Air (2006)
- Spirit Animal (2009)
- Escape Velocity (2011)
- Shape Shift (2015)
- 2020 (2020)

## Egyéb kiadványok
- Zombi (demó, 2002)
- Twilight Sentinel (EP, 2003)
- Zombi Anthology (az első két EP újra megjelentetett változata, 2005)
- Digitalis (EP, 2006)
- Zombi / Maserati (split lemez, 2009)
- Slow Oscillations (EP, 2011)